# Zwangsarbeiter-Mahnmal „Transit“

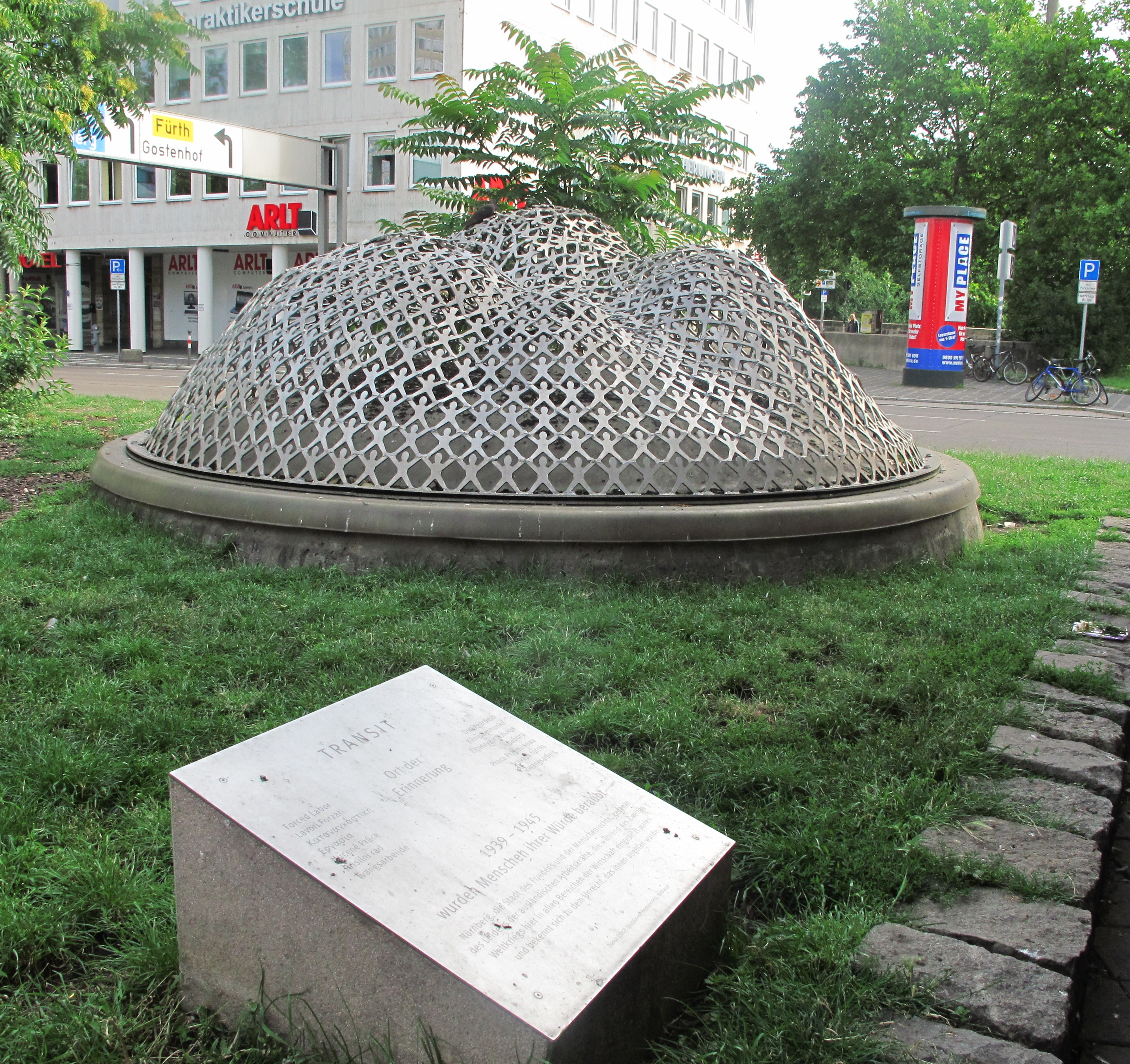
Zwangsarbeiter-Mahnmal „Transit“, Außenansicht

Das Zwangsarbeiter-Mahnmal „Transit“ ist ein Nürnberger Denkmal. Es befindet sich am Plärrer, einem Hauptverkehrsknotenpunkt der Nürnberger City, knapp außerhalb der Stadtmauer. Anliegen ist, das Gedenken an das Schicksal der Nürnberger Zwangsarbeiterinnen und Zwangsarbeiter während der Zeit des Nationalsozialismus wachzuhalten.

## Geschichte

### Prozess der Realisierung
Die Realisierung des Mahnmals benötigte von der Beschlussfassung bis zur Einweihung 20 Jahre.
1987 fasste der Nürnberger Stadtrat den Beschluss, ein Mahnmal für Nürnberger Zwangsarbeiter zu errichten. Die wissenschaftliche Aufarbeitung der Geschichte des Einsatzes der Zwangsarbeiter in Nürnberg wurde von der Bundesstiftung „Erinnerung, Verantwortung, Zukunft“ eingeleitet, die mit der Auszahlung von Entschädigungen an Opfer nationalsozialistischen Unrechts betraut war. Als Auftaktveranstaltung hierzu fungierte ein Zeitzeugengespräch, das 2002 im Nürnberger Stadtarchiv stattfand. Zeitzeuge Rob Zweerman monierte hier, dass im Stadtgebiet Nürnberg keine Erinnerungsstätte für die in Nürnberg eingesetzten Zwangsarbeiter existiere. Seine Anregung, ein Zeichen der Erinnerung zu setzen fand unter anderem die Unterstützung von Professor Wolfgang Benz, einem anerkannten Historiker. Der Beschluss von 1987 erfuhr in der Folge neuen Aufwind.

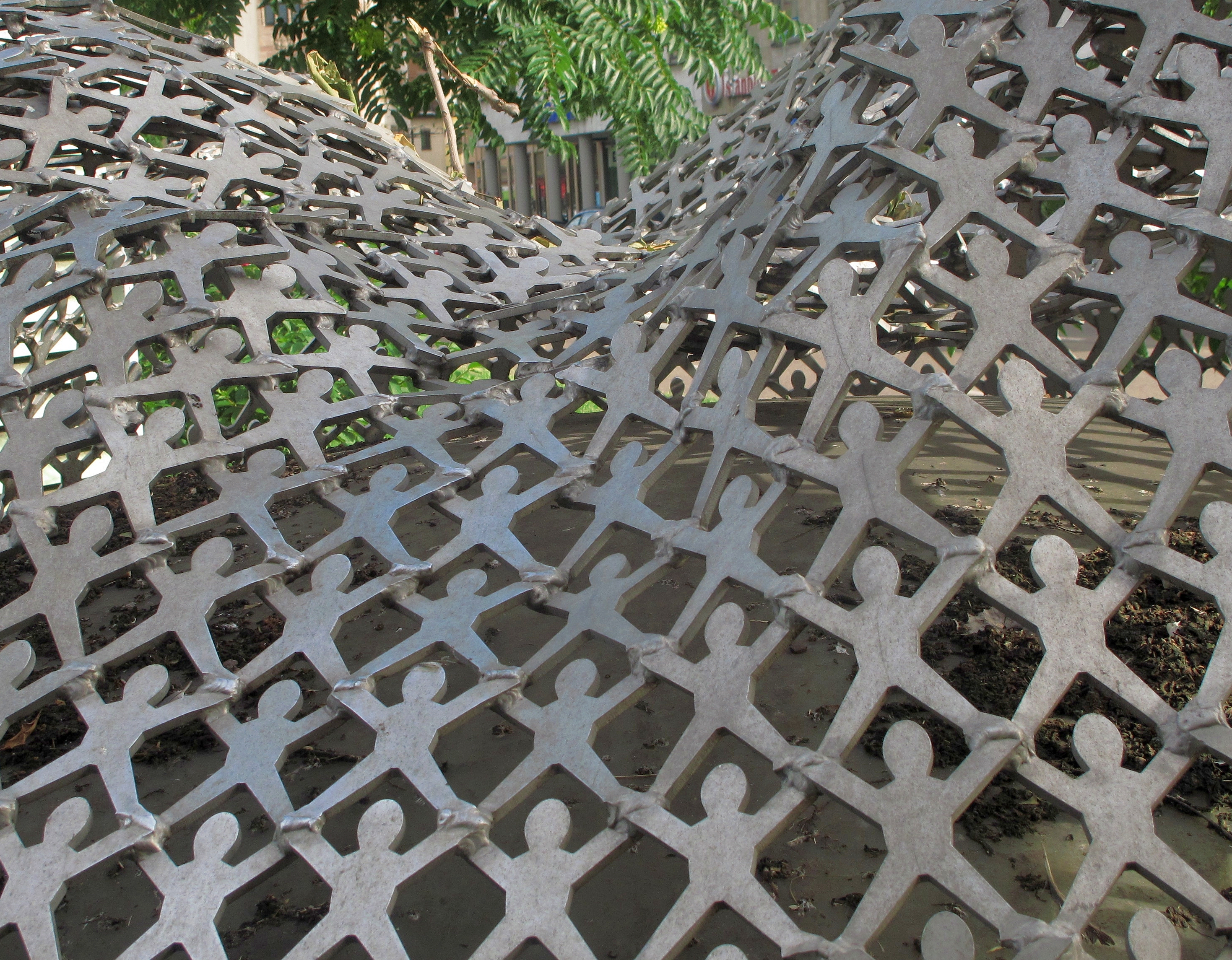
Zwangsarbeiter-Mahnmal Detailansicht

Das Stadtarchiv sowie insbesondere Zeitzeuge Zweerman, begleiteten den weiteren Prozess. Die ausführliche Recherche zur Geschichte ergab, dass zwischen 1939 und 1945 ungefähr 100.000 Zwangsarbeiter aus mehr als 40 Ländern bei etwa 150 Nürnberger Firmen eingesetzt worden waren. Beschäftigungsschwerpunkt bildete hierbei die Rüstungsindustrie, jedoch fanden auch Einsätze im Einzelhandel und der Stadtverwaltung statt, hier beispielsweise bei der Trümmerbeseitigung nach Bombenangriffen. Um geeignete Entwürfe für die Gestaltung des Zwangsarbeitermahnmals zu erhalten, beschloss der Kulturausschuss der Stadt Nürnberg am 8. Oktober 2004 einen beschränkten künstlerischen Wettbewerb durchzuführen und acht Künstler hierzu einzuladen. Im Folgejahr 2005 initiierte die Stadt Nürnberg die Wettbewerbsausschreibung, welche der Münchner Bildhauer Hermann Pitz unter fünf eingereichten Arbeiten mit seinem Entwurf „Transit“ gewann. Die Jury bestand aus zwölf Mitgliedern, darunter Kulturreferentin und Baureferent der Stadt Nürnberg, Stadträte aller Parteien, namhafte regionale und überregionale Künstler und Historiker sowie Rob Zweerman, Zeitzeuge aus den Niederlanden. Den Vorsitz führte Peter Kampehl, Nürnberger Künstler und Vorsitzender des Beirates Bildende Kunst. Das Konzept des Objekts Transit überzeugte zum einen funktional durch die gelungene Verknüpfung von Straßen- und U-Bahnebene des Plärrers, zum anderen gestalterisch, da der Charakter des Mahnmals auch architektonisch bereichernd umgesetzt wurde.

### Einweihung
Die Einweihung des Denkmals fand am 15. Oktober 2007 im U-Bahn-Verteilergeschoss am Plärrer statt. Auf Einladung der Stadt Nürnberg nahmen an der Einweihungsfeier ehemalige Zwangsarbeiter aus zahlreichen Ländern, wie beispielsweise den Niederlanden, Polen und der Ukraine teil. Die Gedenkrede hielt Professor Wladyslaw Bartoszewski (geb. 1922 in Warschau), dem – von 1940 bis 1941 selbst Häftling im Konzentrationslager Auschwitz – der Ehrentitel Gerechter unter den Völkern sowie der Friedenspreis des Deutschen Buchhandels zuerkannt worden war. In seiner Rede bezeichnete er die Aufstellung des Mahnmals in Gemeinschaft mit den ehemaligen Zwangsarbeitern als einen wichtigen Schritt zur Aussöhnung. Stellvertretend für alle Zwangsarbeiter sprach Rob Zweerman aus Rotterdam, selbst ehemaliger Zwangsarbeiter in Nürnberg und am Realisierungsprozess des Mahnmals maßgeblich beteiligt. Für ihn ist das Mahnmal „Transit“ ein sichtbares Zeichen, das „dem Wesen unserer damaligen gemeinsamen Existenz Gestalt gibt“. Der Nürnberger Oberbürgermeister Ulrich Maly stellt drei Funktionen des Mahnmals in seiner Ansprache heraus. Es dient dem Gedenken der betroffenen Menschen, die hier in Nürnberg ihrer Würde beraubt wurden, ist gemeinsam mit dem Dokumentationszentrum, dem Memorium Nürnberger Prozesse und dem Geländeinformationssystem „Ehemaliges Reichsparteitagsgelände“ Bestandteil der Erinnerungskultur der Stadt und trägt durch seinen informierenden, dokumentierenden und konfrontativen Charakter dazu bei, politische Verantwortung für die deutsche Schuld zu übernehmen.

## Das Mahnmal im Detail
Das Mahnmal ist eine sechs Meter hohe trichterförmige Skulptur. Sie setzt sich aus 3000 Männchen aus Aluminium zusammen, die sich symbolhaft an den Händen fassen und an den Füßen miteinander verbunden sind. Dieser Trichter ist auf einer Lichtkuppel der U-Bahn-Station am Plärrer platziert und kann so sowohl auf Straßenebene in Form einer Kuppel als auch unterirdisch in seiner Fortsetzung als Kegel im Foyer des Zwischengeschosses und der Fußgängerunterführung besichtigt werden.

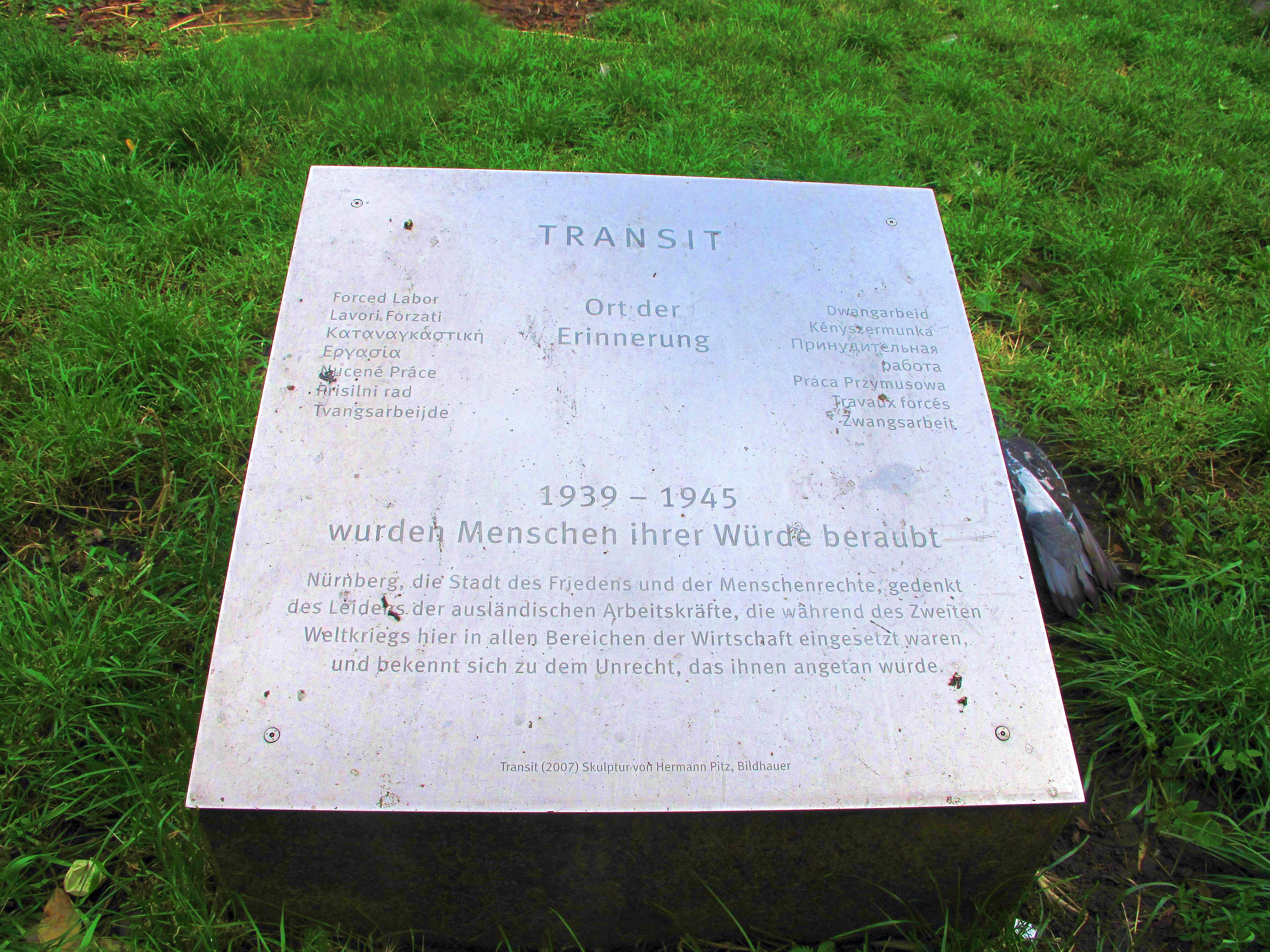
Erläuterungstafel

Auf drei erläuternden Texttafeln steht das Wort Zwangsarbeit in zwölf Sprachen, dazu folgt eine Stellungnahme der Stadt Nürnberg.

„1939 – 1945 wurden Menschen ihrer Würde beraubt. Nürnberg, die Stadt des Friedens und der Menschenrechte, gedenkt des Leidens der ausländischen Arbeitskräfte, die während des Zweiten Weltkrieges hier in allen Bereichen der Wirtschaft eingesetzt waren, und bekennt sich zu dem Unrecht, das ihnen angetan wurde.“

Insgesamt investierte die Stadt Nürnberg in die Realisierung des Mahnmals 50.000 €.

## Standort
Das Mahnmal befindet sich am Nürnberger Plärrer, einem Hauptverkehrsknotenpunkt in Nürnberg. Der Standort erinnert zum einen an den ehemaligen Plärrer-Automat- eine großzügig gestaltete Wartehalle mit Wirtsstube und öffentlichen Fernsprechern-, der für die Zwangsarbeiter ein beliebter Treffpunkt war und als unauffällige Informations- und Warentauschbörse große Bedeutung besaß. Zum anderen soll durch die zentrale Lage die Geschichte der in Nürnberg eingesetzten Zwangsarbeiter im Gedächtnis der Stadt, ihrer Bürger und Gäste bleiben.

## Kritik
Rob Zweerman, Sprecher der ehemaligen Zwangsarbeiter in Nürnberg, kritisierte in einem Interview mit Herrmann Pitz die Langwierigkeit des Prozesses, der zur Realisierung des Mahnmals führte. Fehlendes Verständnis und wiederholte Verzögerungen seitens der Stadtverwaltung verlangten den Unterstützern viel Geduld und Durchhaltevermögen ab. Diese Problematik ist auch von der Nürnberger Presse aufgegriffen worden. Den von der Stadt Nürnberg bereitgestellten Etat von 50.000 € bezeichnete Zweerman als dürftig. Er stellte ihn in Relation zu der Anzahl der in Nürnberg untergebrachten Zwangsarbeiterinnen und Zwangsarbeitern und errechnete pro Person einen Betrag von 0,50 Euro.